# Нижня Олька
Нижня Олька або Стропківська Олька (словац. Nižná Oľka) — частина села Олька, до 1944 року самостійне село в Словаччині, на території теперішнього Меджилабірського округу Пряшівського краю. Розташоване в північно-східній частині Словаччини, у Низьких Бескидах в долині потока Олька.
Уперше згадується у 1569 році як Ілка.

## Пам'ятки
У селі є греко-католицька церква Різдва Пресвятої Богородиці з 1720 року в стилі бароко, з 1963 року національна культурна пам'ятка.

## Населення
У 1880 році в селі проживало 279 осіб, з них 250 вказало рідну мову русинську, 21 угорську, 8 були німі. Релігійний склад: 258 греко-католиків, 3 римо-католики, 18 юдеїв.
У 1910 році в селі проживало 325 осіб, з них 285 вказало рідну мову русинську, 30 німецьку, 8 угорську, 1 словацьку, 1 іншу. Релігійний склад: 284 греко-католики, 31 юдеїв, 7 римо-католиків, 3 протестанти.